# Лєщани
Лєщани (хорв. Lještani) — населений пункт у Хорватії, у Бродсько-Посавській жупанії у складі громади Окучани.

## Населення
Населення за даними перепису 2011 року становило 19 осіб.
Динаміка чисельності населення поселення:

## Клімат
Середня річна температура становить 10,66 °C, середня максимальна – 24,30 °C, а середня мінімальна – -5,27 °C. Середня річна кількість опадів – 949 мм.
| Клімат поселення                              | Клімат поселення | Клімат поселення | Клімат поселення | Клімат поселення | Клімат поселення | Клімат поселення | Клімат поселення | Клімат поселення | Клімат поселення | Клімат поселення | Клімат поселення | Клімат поселення | Клімат поселення |
| Показник                                      | Січ.             | Лют.             | Бер.             | Квіт.            | Трав.            | Черв.            | Лип.             | Серп.            | Вер.             | Жовт.            | Лист.            | Груд.            |                  |
| Середній максимум, °C                         | 6,82             | 8,23             | 12,44            | 16,45            | 21,16            | 24,30            | 23,62            | 23,20            | 19,55            | 14,76            | 9,32             | 5,24             |                  |
| Середня температура, °C                       | 0,78             | 2,18             | 6,40             | 10,42            | 15,12            | 18,27            | 20,13            | 19,71            | 16,06            | 11,27            | 5,83             | 1,77             |                  |
| Середній мінімум, °C                          | −5,27            | −3,86            | 0,36             | 4,38             | 9,08             | 12,22            | 16,64            | 16,23            | 12,57            | 7,79             | 2,35             | −1,73            |                  |
| Норма опадів, мм                              | 59               | 54               | 66               | 80               | 86               | 104              | 88               | 91               | 78               | 82               | 89               | 72               |                  |
| Середньомісячна швидкість вітру, м/с          | 1.90             | 2.14             | 2.46             | 2.38             | 2.19             | 1.98             | 1.92             | 1.80             | 1.82             | 1.90             | 1.95             | 1.98             |                  |
| Середньомісячна сонячна радіація, кДж/м²·день | 4388             | 7192             | 10939            | 15254            | 19492            | 21578            | 22537            | 19878            | 14860            | 9281             | 4956             | 3676             |                  |
| --------------------------------------------- | ---------------- | ---------------- | ---------------- | ---------------- | ---------------- | ---------------- | ---------------- | ---------------- | ---------------- | ---------------- | ---------------- | ---------------- | ---------------- |
| Джерело:                                      |                  |                  |                  |                  |                  |                  |                  |                  |                  |                  |                  |                  |                  |